# Neal Shapiro
Neal Shapiro (n. 22 iulie 1945, New York City, New York, SUA) este un sportiv ce a reprezentat Statele Unite ale Americii, medaliat olimpic. A participat la o ediție a Jocurilor Olimpice (1972) în care a câștigat o medalie de argint și o medalie de bronz.